# Средња вас–Пољане
Средња вас–Пољане (словен. Srednja vas–Poljane) је насељено место у општини Горења вас–Пољане, Горењска регија, Словенија.

## Историја
До територијалне реорганизације у Словенији била је у саставу старе општине Шкофја Лока.

## Становништво
У попису становништва из 2011. године, Средња вас-Пољане је имала 93 становника.
| Број становника према пописима | Број становника према пописима | Број становника према пописима |
| ------------------------------ | ------------------------------ | ------------------------------ |
| 1991                           | 2002                           | 2011                           |
| 85                             | 97                             | 93                             |

Напомена: До 1953. исказивано под називом Средња вас.